# 瓦克松库尔
瓦克松库尔（法語：Vaxoncourt，法語發音：[vaksɔ̃kuʁ]）是法国大东部大区孚日省的一个市镇，位于该省中北部，属于埃皮纳勒区和埃皮纳勒城市圈公共社区。

## 地理
瓦克松库尔（48°17'27"N, 6°24'41"E）面积8.43 平方千米，位于法国大東部大區孚日省，该省份为法国东北部内陆省份，北起默兹省和默尔特-摩泽尔省，西接上马恩省，南至上索恩省和贝尔福地区省，东临上莱茵省和下莱茵省。
与瓦克松库尔接壤的市镇（或旧市镇、城区）包括：摩泽尔河畔沙泰勒、伊涅、诺姆西、帕勒涅、塔翁莱孚日、赞库尔。

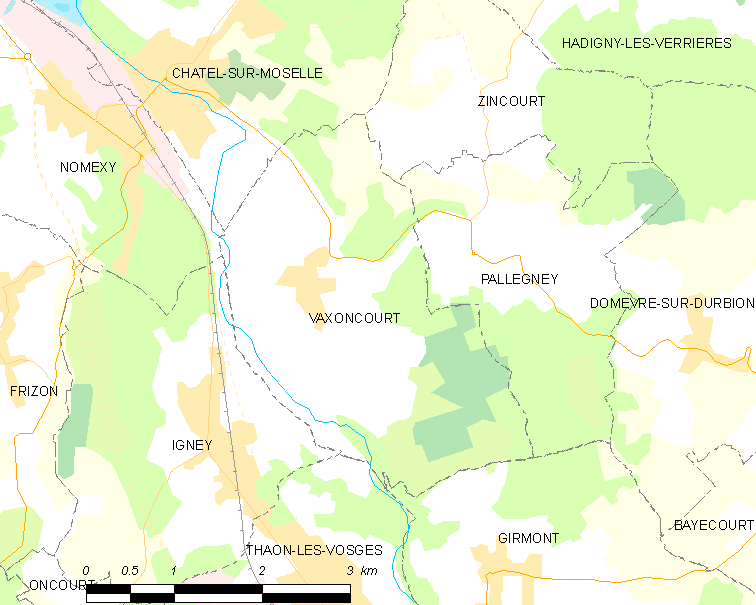
瓦克松库尔的OSM定位图

瓦克松库尔的时区为UTC+01:00、UTC+02:00（夏令时）。

## 行政
瓦克松库尔的邮政编码为88330，INSEE市镇编码为88497。

## 政治
瓦克松库尔所属的省级选区为戈尔贝县。

## 人口

1962-2008年间瓦克松库尔人口变化图示

瓦克松库尔于2022年1月1日时的人口数量为502人。